# Марио Касас
Марио Касас (на испански: Mario Casas), е испански актьор.

## Биография
Роден е на 12 юни 1986 г. в Ла Коруня, Испания. От малък мечтае да стане полицай, но впоследствие открива, че актьорството е за него. Първите му снимки са за реклами, след което се снима в няколко сериала, като SMS, El Barco и др., заедно с няколко филма, като 3MSC. Снима се и с Антонио Бандерас, но филмът не е сред успешните, и все пак Марио твърди, че след този филм е израснал много. Имал е връзка с Амая Саламанка, с която си партнира във „Fuga de cerebros“ и с Мария Валверде, с която си партнира във „Tres Metros Sobre el Cielo“. Въпреки че живее в Мадрид, в дома му винаги се говори на галисийски. Има двама братя и сестра – Кристиан, Оскар и Шийла. Те живеят заедно в Мадрид.

## Филмография

### Телевизия
- Motivos personales (2005) (Telecinco)
- Obsesión (2005) (TVE) – Нико
- Mujeres (2006) (TVE)
- SMS (2006) (LaSexta) – Хави Йоренс
- Los Hombres de Paco (2007 – 2010) (Antena 3) – Айтор
- El barco (2011-) (Antena 3) – Улисес

### Филми
- Моята голяма нощ (2015) Адан
- Tengo Ganas De Ti (2012) Аче
- Grupo 7 (2011) Йон
- Три метра над небето – Искам теб(Tres metros sobre el cielo – Tengo ganas de ti) (2012)-(Аче)
- Dinero fácil (2010) – Хайме Кон[1]
- Три метра над небето (Tres metros sobre el cielo) (2010) – Уго Ливера (Аче)
- La wikipeli 2: Miedo (2010) – Серхио
- La Mula (2010) – Кастро
- Carne de neón (2010) – Рики
- Fuga de cerebros (2009) – Емилио
- Paco (2009) – Странник
- Големи лъжи (2008) – Тони
- El camino de los ingleses (2006) – Моратая